# Atlantic Southeast Airlines
Pour les articles homonymes, voir ASA et ASQ.
Atlantic Southeast Airlines (ASA) (code AITA : EV, code OACI : ASQ) était une compagnie aérienne américaine, basée à College Park, Géorgie, filiale à 100 % de SkyWest, Inc. Elle opérait plus de 900 vols quotidiens. En novembre 2011, elle a fusionné avec ExpressJet Airlines.

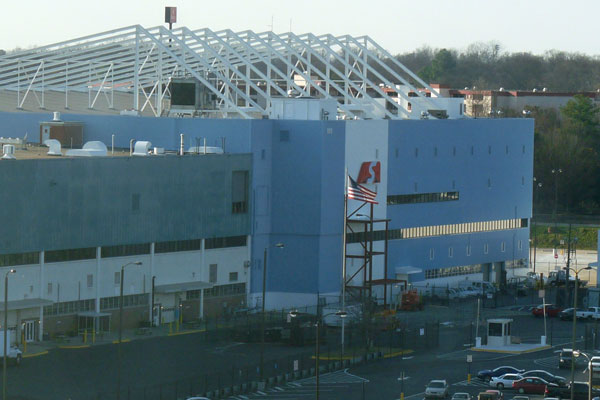
Le siège de ASA.

Le 5 avril 1991, un Embraer 120 s'écrase en Géorgie à cause d'un problème de l'inclinaison des pales des hélices.

## Flotte
Au moment de sa fermeture, Atlantic Southeast Airlines exploitait 151 appareils :
- 112 Bombardier CRJ 200 50 passagers ;
- 46 Bombardier CRJ700  65 passagers ;
- 10 Bombardier CRJ900  76 passagers.